# Das anonyme Bekenntnis
Das anonyme Bekenntnis (Originaltitel: Benvenuta) ist ein belgisch-französisch-italienisches Filmdrama mit Fanny Ardant und Vittorio Gassman aus dem Jahr 1983. Als literarische Vorlage diente der Roman La Confession anonyme der belgischen Autorin Suzanne Lilar.

## Handlung
Der junge Regisseur François will den Roman einer belgischen Autorin namens Jeanne verfilmen. Um mehr über die Charaktere und die Hintergründe der Handlung zu erfahren, sucht François die zurückgezogen lebende Schriftstellerin auf. Das Buch handelt von einer leidenschaftlichen Affäre: Die Pianistin Benvenuta wohnt in Gent zusammen mit ihrer Freundin Inge, die ebenfalls Pianistin ist. Auf einer Konzertreise durch Italien lernt Benvenuta den älteren Anwalt Livio Carpi kennen, der aus Neapel stammt. Es dauert nicht lange und sie beginnen eine Romanze. Nachdem Benvenuta nach Gent zurückgekehrt ist, schreiben sie sich zahlreiche Briefe, in denen sie ihre Liebe zueinander bekunden. Ihre Sehnsucht steigert sich mit jedem Brief. Als sie sich jedoch in Mailand wiedersehen, weist Benvenuta Livio zurück. Seine Liebesbriefe haben in ihr Erwartungen heraufbeschworen, denen er in der Realität nicht gerecht werden kann.
François und Jeanne treffen sich nun regelmäßig. Es wird ihnen zur Gewohnheit, sich zu sehen und die Geschichte von Benvenuta und Livio gemeinsam nachzuempfinden. Jeanne beschreibt daraufhin, wie sich die beiden Liebenden einander wieder annähern, dass sie Ausflüge nach Neapel und Pompeji unternehmen, den Vesuv erkunden und schließlich erneut getrennte Wege gehen. Als Jeanne François bei einem weiteren Besuch vom Ende der Geschichte und von Livios Tod erzählen will und François wie immer an ihrer Haustür klingelt, erfährt er, dass Jeanne einen Unfall gehabt hat und nun schwer verletzt im Krankenhaus liegt. Als er traurig durch die Straßen läuft, sieht er plötzlich Benvenuta, die ganz in schwarz gekleidet ein Päckchen mit Livios Briefen trägt, es in ein Feuer wirft und verschwindet.

## Hintergrund
Mit Benvenuta kehrte der belgische Regisseur André Delvaux nach einer mehrjährigen Schaffenspause zum Film zurück. Er adaptierte dazu den Roman La Confession anonyme seiner Landsmännin Suzanne Lilar. Der Originaltitel des Films, gleichzeitig der Name der Hauptfigur, verweist auf den Lyriker Rainer Maria Rilke, der von Schauspieler Mathieu Carrière im Film auch zitiert wird. Rilke schrieb einst zahlreiche Liebesbriefe an Magda von Hattingberg, die er liebevoll „Benvenuta“, „die Willkommene“, nannte. Ebenso wie Livio im Film konnte Rilke den Erwartungen, die seine Briefe geschürt hatten, gegenüber seiner Geliebten nicht gerecht werden, sodass er und Hattingberg sich nach einer kurzen Beziehung wieder trennten. Hattingberg veröffentlichte Rilkes Briefe 1943 unter dem Titel Rilke und Benvenuta. Später wurden sie auch unter dem Titel Briefwechsel mit Benvenuta herausgegeben.
Der Film feierte am 7. September 1983 in Paris Premiere. In Deutschland wurde Benvenuta erstmals am 25. Dezember 1986 im bundesdeutschen Fernsehen gezeigt.

## Kritiken
Für das Lexikon des internationalen Films war Das anonyme Bekenntnis eine „von magischem Realismus getragene, filmisch bemerkenswerte Reflexion über die Liebe, die Erinnerung und das Schöpferische“. TimeOut London befand, dass der Film mit seinen „subtilen Nuancen à la James“ zwar keine leichte Kost, aber „sehr bereichernd“ sei. Film4.com zufolge sei der Film „herrlich gespielt und gekonnt vielschichtig“. Es handle sich um „einen leisen intelligenten Film, der eine nähere Betrachtung belohnt, sobald der Autor und der Stoff miteinander verschmelzen und die Grenzen zwischen Realität und Fantasie zunehmend verwischen“.

## Auszeichnungen
Beim World Film Festival in Montreal erhielten Produzent Jean-Claude Batz und Regisseur André Delvaux für den Film 1983 den Spezialpreis der Jury. Beim Chicago International Film Festival war Das anonyme Bekenntnis als Bester Spielfilm für den Goldenen Hugo nominiert, den letztlich Víctor Erice für seinen Film El sur gewann. 1984 war Delvaux’ Film auch als Bester französischsprachiger Film für den César nominiert, unterlag jedoch Alain Tanners In der weißen Stadt.